# Ning Qin
Ning Qin (chinesisch 寧琴 Níng Qín; * 7. Januar 1992 in Changzhou) ist eine ehemalige chinesische Freestyle-Skierin. Sie startete in den Buckelpisten-Disziplinen Moguls und Dual Moguls.

## Werdegang
Ning belegte bei den Weltmeisterschaften 2009 in Inawashiro den 27. Platz im Dual Moguls sowie den 24. Rang im Moguls und nahm im Dezember 2009 in Suomu erstmals am Freestyle-Skiing-Weltcup teil, wobei sie die Plätze 37 und 34 im Moguls errang. Bei den Winter-Asienspielen 2011 in Almaty wurde sie Sechste im Dual Moguls und gewann im Moguls die Bronzemedaille. Im folgenden Jahr fuhr sie bei den Juniorenweltmeisterschaften in Chiesa in Valmalenco auf den 18. Platz im Moguls und auf den 13. Rang im Dual Moguls. In der Saison 2012/13 erreichte sie mit dem 29. Platz im Moguls-Weltcup ihr bestes Gesamtergebnis und kam bei den Weltmeisterschaften im März 2013 in Voss auf den 21. Platz im Moguls sowie auf den 14. Rang im Dual Moguls. Bei den Olympischen Winterspielen 2014 in Sotschi errang sie den 18. Platz im Moguls. In der Saison 2014/15 wurde sie bei der Winter-Universiade 2015 in der Sierra Nevada Achte im Moguls und belegte bei den Weltmeisterschaften 2015 am Kreischberg den 33. Platz im Dual Moguls sowie den 25. Rang im Moguls. Bei den Weltmeisterschaften 2019 in Deer Valley kam sie auf den 33. Platz im Moguls. In der Saison 2019/20 erreichte sie mit Platz 16 in Thaiwoo ihre beste Platzierung im Weltcup und absolvierte in Almaty ihren 47. und damit letzten Weltcup, welchen sie auf dem 20. Platz im Dual Moguls beendete.

## Erfolge

### Olympische Spiele
- 2014 Sotschi: 18. Platz Moguls

### Weltmeisterschaften
- 2009 Inawashiro: 24. Platz Moguls, 27. Platz Dual Moguls
- 2013 Voss: 14. Platz Dual Moguls, 21. Platz Moguls
- 2015 Kreischberg: 25. Platz Moguls, 33. Platz Dual Moguls
- 2019 Deer Valley: 33. Platz Moguls

### Weltcupwertungen
| Saison  | Gesamt | Gesamt | Moguls | Moguls |
| Saison  | Platz  | Punkte | Platz  | Punkte |
| ------- | ------ | ------ | ------ | ------ |
| 2010/11 | 101.   | 3      | 33.    | 35     |
| 2011/12 | 151.   | 2      | 38.    | 25     |
| 2012/13 | 165.   | 4      | 29.    | 44     |
| 2013/14 | 200.   | 2      | 42.    | 24     |
| 2019/20 | 134.   | 4,4    | 30.    | 44     |

### Juniorenweltmeisterschaften
- Chiesa in Valmalenco 2012: 13. Platz Dual Moguls, 18. Platz Moguls

### Winter-Universiade
- Sierra Nevada 2015: 8. Platz Moguls

### Weitere Erfolge
- Winter-Asienspiele 2011: 3. Platz Moguls, 6. Platz Dual Moguls